# 7618 Gotoyukichi
7618 Gotoyukichi este un asteroid din centura principală de asteroizi.

## Descriere
7618 Gotoyukichi este un asteroid din centura principală de asteroizi. A fost descoperit pe 6 ianuarie 1997 la Oizumi de Takao Kobayashi. El prezintă o orbită caracterizată de o semiaxă mare de 2,74 ua, o excentricitate de 0,11 și o înclinație de 1,7° în raport cu ecliptica.